# Kavminvodyavia
Kavminvodyavia (en russe, Авиакомпания "Кавминводыавиа") ou KMV (ses initiales sont celles du Caucase et de Mineralnye Vody) est une compagnie aérienne basée sur l'aéroport Mineralnye Vody, qui est le plus grand du sud de la Russie. La compagnie porte le nom de Kavminvodyavia depuis 1995.

## Historique
- En juin 1925, le vol inaugural a eu lieu sur la route Kharkiv - Rostov-sur-le-Don - Mineralnye Vody.
- Le 1er octobre 2011 la compagnie perd sa licence d'exploitation et cesse ses opérations.

## Code data
- Association internationale du transport aérien AITA Code : kV
- Organisation de l'aviation civile internationale OACI Code : MVD
- Nom d'appel : Air Minvody

## Destinations
- La compagnie exploite 17 destinations régulières à travers la Russie.

## Flotte
La compagnie exploite différents types d'avions d'origine russe :
- Tupolev Tu-204-100 (172 sièges: 36 business + 136 économie)
- Tupolev Tu-154B (deux versions possible : 132 sièges: 12 first + 18 business + 102 économie ou 164 : 62 business + 102 économie)
- Tupolev Tu-134A (76 sièges)